# Ingeborg Stroer
Ingeborg Stroer (1946) es una deportista alemana que compitió para la RFA en tiro con arco, en la modalidad de arco recurvo. Ganó una medalla de plata en el Campeonato Europeo de Tiro con Arco en Sala de 1985, en la prueba de equipo.

## Palmarés internacional
| Campeonato Europeo en Sala | Campeonato Europeo en Sala | Campeonato Europeo en Sala | Campeonato Europeo en Sala |
| Año                        | Lugar                      | Medalla                    | Prueba                     |
| -------------------------- | -------------------------- | -------------------------- | -------------------------- |
| 1985                       | Odense (Dinamarca)         | Medalla de plata           | Equipo                     |